# 源師
源師民（?—?），中国隋朝政治人物，表字踐言，河南郡洛陽县（今河南省洛陽市）人。源彪之子。唐朝修《隋书》时，因避讳唐太宗李世民，称之为源师。
在北齐任官司空府参軍，转任尚書左外兵郎中，掌管祠部。观测到龍星，向大臣高阿那肱進言进行雩祭，高阿那肱以为只是龍星不是真龙出现，没有实行。源師民感叹礼制废除，预见北齐滅亡。577年，北周武帝平定北齐，源師民担任司賦上士。
581年，楊堅建立隋朝，担任魏州長史。召入長安担任尚書考功侍郎，掌管吏部。参加議論制定隋朝国制法令。597年，历任尚書右丞、尚書左丞，以智慧、才幹知名。蜀王楊秀违犯法令，源師民作为益州总管司馬加以教導。朝廷召楊秀回長安，楊秀害怕，称病不行。源師民劝他不要違反皇帝命令，激怒了楊秀，源師民哭泣劝諫，楊秀最终听从了他的建议。楊秀被废後、益州官属多被連坐，源師民因为此事获免。後加位儀同三司。
604年，隋煬帝即位，任大理少卿。有一个主帥私用衛士外出，煬帝把这个主帥抓起来送交大理寺。源師民上奏按照律令应该判处徒刑，煬帝要斬杀这个主帥。源師民极力劝諫，煬帝最后听从了。转任刑部侍郎，在官任上去世。其子源崐玉、源直心。源直心子源乾曜，为唐玄宗宰相。

## 延伸阅读
[在维基数据编辑]
 《隋書·卷66》，出自魏徵《隋书》